# 七沢自然ふれあいセンター
七沢自然ふれあいセンター（ななさわしぜんふれあいセンター）は、神奈川県厚木市七沢にある、宿泊施設を備えた生涯学習活動施設である。

## 沿革
- 1987年、「七沢自然教室」として開設。
- 1993年、集会棟、童謡の丘が完成。
- 2005年、「七沢自然ふれあいセンター」に改称。

## 施設
- 管理棟（ロビー、事務室、リネン室、保健室、図書コーナー、研修室、実習室、視聴覚室、浴室男女、食堂、天体観測ドーム）
- 集会棟（駐車場、集会室2室、浴室）
- 宿泊棟4棟（各棟2階建てで、フロア毎に和室6室、調理室、ミーティングルーム）
- 研修作業棟（作業室2室、研修室4室）
- プレイホール（体育館）
- 野外炊事場（流し、かまど）
- 童謡の丘（時計台）

## 概要
厚木市と清川村との境に立地し、裏手には清川カントリークラブが控える。山林に囲まれた自然環境豊かな場所にあり、その自然環境やセンター内の施設を活用して自然観察、ウォークラリー、野外炊事、キャンプファイヤー、工芸品作成、天体観測、スポーツ、研修などを行うことができる。従来は10人以上の団体による利用が前提で、市内の小中学生が主な対象であったが、10人未満の家族やグループでの利用も可能である。

## 交通
- 小田急線本厚木駅付近厚木バスセンターから神奈中バス七沢行きに乗り、終点七沢バス停下車、徒歩15分。